# Triuggio
Triuggio (Treœucc in dialetto brianzolo), AFI: [ˈtriydʒ]) è un comune italiano di 8 725 abitanti della provincia di Monza e della Brianza in Lombardia.

## Storia
Nel 1576 al 1577 Triuggio non fu risparmiata dalla Peste di Milano.

### Simboli
Lo stemma e il gonfalone sono stati concessi con D.P.R. del 30 giugno 1951.
Lo stemma del Comune di Triuggio tende a evidenziare, attraverso una particolare figura araldica, il nome di un suo antico toponimo.
A detta degli storici locali, il toponimo di Triuggio appare, per la prima volta, in un documento, solo a partire dal 1684. Anteriormente, i diversi altri toponimi latini che denominavano questa terra sembra derivassero tutti dalla forma latina trejectus, in quanto proprio in questo antico centro avveniva uno dei più attivi transiti per l'attraversamento del fiume Lambro. Sulla base di questa considerazione gli amministratori del tempo hanno ritenuto di inserire nello stemma la figura araldica della barca a remi, su un campo di colore azzurro. Si può inoltre aggiungere che la figura dello scaglione potrebbe alludere a uno dei tanti ponti che attraversavano il Lambro.
Il gonfalone è un drappo partito di bianco e di rosso.

## Società

### Evoluzione demografica
- 233 nel 1751
- 287 nel 1771
- 500 nel 1805
- annessione a Villa Raverio nel 1809
- annessione a Sovico nel 1811
- 1 254 nel 1853 dopo annessione della Canonica nel 1841
- 1 524 nel 1861
- 2 414 nel 1871 dopo annessione di Tregasio[7] nel 1869

Abitanti censiti

### Istituzioni, enti e associazioni
- Università del Tempo Libero della Valle del Lambro "Carlo Tremolada"
- Pro Loco
- Comitato Gemellaggi
- StarTriuggio
- Corpo musicale S. Cecilia
- Coro S. Ambrogio
- Compagnia teatrale "Giovani Triù"
- Compagnia teatrale "La bottega del teatro"
- Compagnia teatrale "Metamorfosi"

## Cultura

### Biblioteche
La biblioteca comunale "Sanchez Bravo" di Triuggio fa parte del Sistema Bibliotecario BrianzaBiblioteche.

## Geografia antropica

### Frazioni
Il territorio comunale comprende cinque frazioni: Triuggio, Tregasio, Ponte,Canonica Zuccone Rubasacco e Rancate. A Triuggio vi sono inoltre altre piccole frazioni come Montemerlo e Zuccone. Due torrenti affluenti del Lambro,la Broada e il Cantalupo, solcano piccoli avvallamenti nel comune di Triuggio
Il toponimo Triuggio ha origine nel 1684, e deriva dal latino treducto, tredugio, "traghetto, luogo di transito per l'attraversamento di un corso fluviale" (fiume Lambro).
Sono presenti ampie aree boschive localizzate soprattutto lungo le piccole valli che solcano il territorio, i cui nomi derivano dalle rogge che le attraversano e che finiscono per affluire nel Lambro: la Brovada il Cantalupo e il Pegorino luoghi in cui è possibile vedere, se la fortuna è dalla vostra parte, l'airone grigio e lo sparviero. Il territorio è dotato anche di sentieri mappati adatti ad escursioni percorribili sia a piedi sia con l'utilizzo delle mountain bike.
Nel centro del paese, si trova la chiesa di Sant'Antonino Martire, consacrata il 27 luglio 1902 dal beato cardinale Andrea Carlo Ferrari (come recita la lapide al suo interno: SEXTO KAL. AUGUSTI MCMII), opera degli architetti Castelli e Volontè; in essa sono meritevoli di menzione e di visita le vetrate ideate dall'architetto Ottavio Cabiati; le scene della Via Crucis del viennese Joseph Führich (1872).
Il campanile possiede 5 campane in sib2 maggiore e il sistema è elettrico e con tastiera.

#### Tregasio
L'origine etimologica del nome Tregasio risale al 1147, dove compare per la prima volta come trewa, che significa "luogo di sosta, fermata"; infatti la sua collocazione porta a sostare brevemente sia salendo da Triuggio sia da Canonica.
La frazione, ubicata nella zona più elevata di Triuggio si caratterizza per la presenza di uno dei monumenti più significativi dell'arte neoclassica della Brianza: "La Rotonda" (dichiarato monumento nazionale). Fu eretta nel 1842, dalla contessa Federica d'Adda vedova dell'architetto Cagnola e sposa in seconde nozze con l'architetto Nava, autore del progetto (forse ispirato dal disegno di una chiesa parrocchiale del Cagnola). L'edificio presenta pianta circolare, sulla cui sommità poggia la cupola semisferica, elevata su un tamburo. La parte rotonda è preceduta da un protiro formato da cariatidi, statue femminili che simboleggiano le virtù cristiane. L'interno, oltre a presentare gli affreschi del Casnedi, contiene un altare che riproduce un sarcofago di epoca romana. Adiacente alla Rotonda, la parrocchia neogotica intitolata ai santi Martiri Gervasio e Protasio consacrata nel 1922.

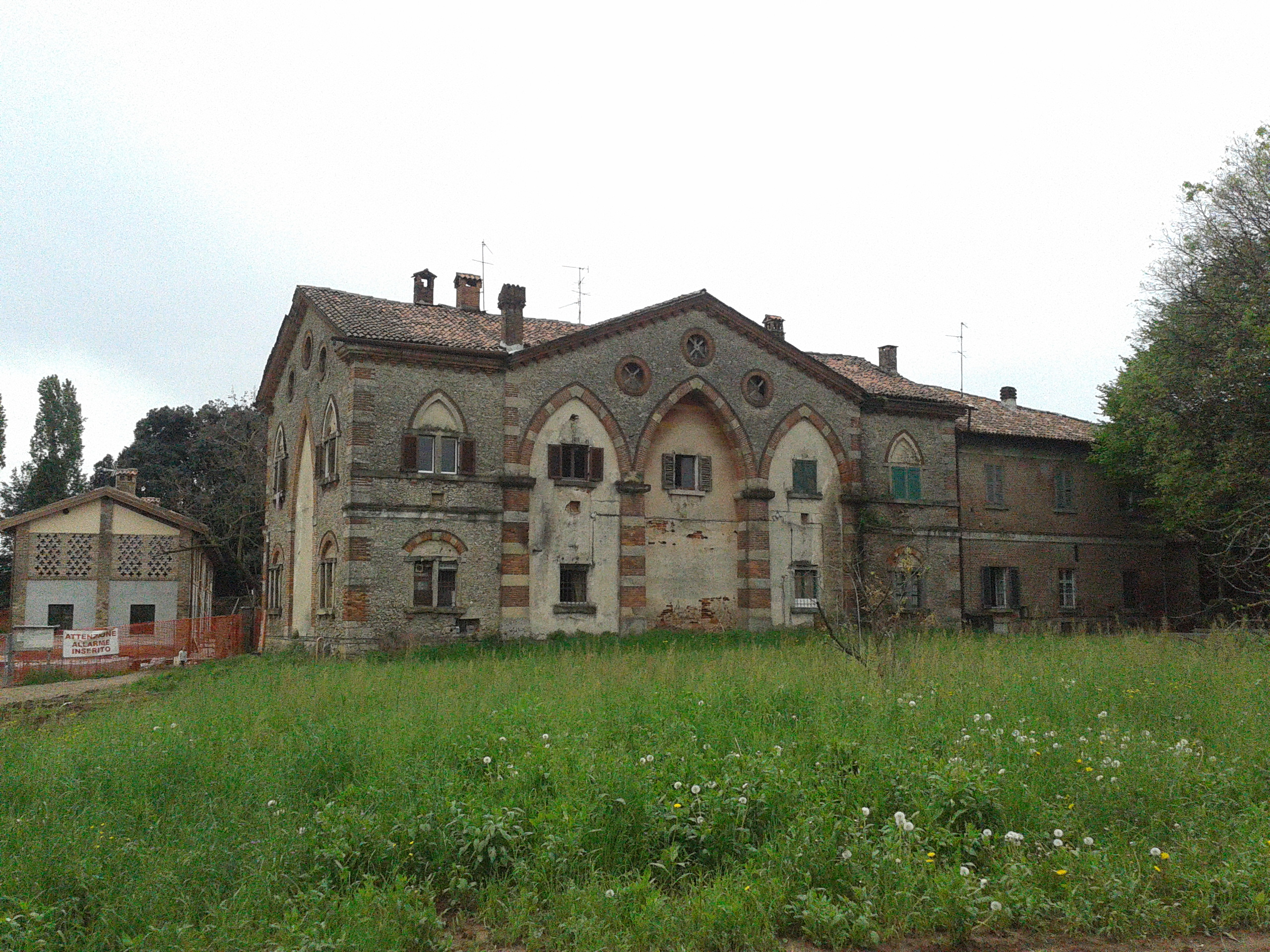
La Cascina Robasacco, corte della Villa Jacini a Tregasio, in località Zuccone Rubasacco.

In località Zuccone San Giovanni è sita la Villa Sacro Cuore centro diretto dai Padri della Compagnia di Gesù, antico possedimento dei Padri Barnabiti, fu in seguito restaurata ed ampliata ad opera di mons. Chiappetta. La statua di Gesù Benedicente, sulla sommità dell'edificio domina una vasta visuale.
Nelle vicinanze si trova Villa Jacini originariamente casino di caccia del Angelo Maria Durini (1725-1796: letterato e mecenate). Vi trovò ospitalità tra i tanti, anche Giuseppe Parini. Oggi la villa è di proprietà dei Conti Jacini.

#### Canonica
Canonica è posta sulla sponda sinistra del Lambro, in essa fa spicco uno dei più antichi palazzi nobiliari del Milanese: Villa Taverna.
Immersa in un grande parco, prima di essere trasformato in villa (XVI sec.), era molto probabilmente un antico fortilizio. L'edificio, dopo aver subito ampliamenti e adattamenti successivi su progetto di Pellegrino Tibaldi, assunse definitivamente pianta a "U", schema tradizionale delle ville patrizie lombarde del XVI secolo.
Agli inizi del XVII secolo la villa divenne tristemente famosa per aver ospitato Giampaolo Osio, omicida, e conosciuto dai più come Egidio, l'amante della Monaca di Monza (personaggi manzoniani). L'Osio, braccato dalle autorità, trovò rifugio presso la villa, venne in seguito arrestato e ucciso negli scantinati della villa stessa.
Oggi all'interno della villa, indenne da modifiche, è possibile ammirare il giardino all'italiana che conserva l'originario schema compositivo cinquecentesco, le notevoli sale a volta e un monumentale scalone che conduce al piano superiore. 
Unitamente inserito nel complesso monumentale, e disposto in posizione più elevata rispetto alla villa, si trova la chiesina barocca di S. Eurosia (1735) a un'unica navata: al suo interno una tela di F. Caponara (1863).
In prossimità di Villa Taverna si trova la chiesa parrocchiale di S. Maria della Neve (XVII sec). In essa è possibile ammirare l'effigie marmorea della Madonna della Neve, un tempo posta sulla mura di Villa Taverna e poi traslata in seguito a eventi miracolosi a lei attribuiti. La chiesa è affrescata ad opera di G. B. Zalli.
La festa della frazione è la quarta domenica di luglio.
Con D.G.R. n. 7/8993 del 7 maggio 2002, Canonica è stata riconosciuta tra gli ambiti a rilievo artistico ex Art. 12 comma 3 del D.Lgs. 114/98.

#### Rancate
Frazione ubicata a nord di Triuggio. Anticamente denominata Roncate, il toponimo deriverebbe da "roncar", abbattere alberi, dissodare il suolo.
L'attuale chiesa parrocchiale fu costruita nel 1606 ad opera del Cardinale Federico Borromeo sulle rovine di una precedente chiesa risalente al Cinquecento, e dedicata a Maria Assunta.
Al suo interno, si ha come pala d'altare una Madonna, al quale si attribuisce un evento miracoloso, trasportata da una precedente cappella, eretta appunto nel 1507 sulla sponda del Lambro, in ricordo di un'apparizione della Madonna a due bambini in pericolo. 
La parrocchiale fu considerata in seguito santuario per devozione alla Madre di Dio.
L'interno a croce latina, a tre navate, racchiude un ragguardevole complesso di opere pittoriche, qualificandone la fama di "Chiesa Museo".
Meritevoli di menzione gli episodi biblici affrescati da Andrea Appiani (1785), eseguiti qualche anno prima di quelli che si possono ammirare all'interno della Villa Reale di Monza, tele di Bartolomeo Roverio (detto il Novesino, o Genovesino) di Giulio (o Camillo) Campi pittori cremonesi e stucchi del ticinese Giocondo Albertolli (1742 -1830), professore presso l'Istituto d'arte a Brera.
Tra le varie ville presenti sul territorio, va ricordato il recente restauro della Cascina Boffalora, oggi adibito a "Centro di Educazione Ambientale".

### Particolarità
Oltre alle quattro chiese parrocchiali che compongono la Comunità Pastorale "S. Cuore" in Triuggio ve ne sono altre due, un po' più piccole ma graziose: una è in Frazione Ponte, dedicata a Sant'Antonio da Padova, mentre l'altra è a Triuggio, quartiere "Rione dei Pini" in Viale Indipendenza, 13. Quest'ultima è dedicata a San Filippo Neri. È presente dal 1976.
Infrastrutture e trasporti
Il comune è servito dalla stazione ferroviaria di Triuggio-Ponte Albiate, sulla linea Monza-Molteno, servita dalla linea S7 del servizio suburbano di Milano.

## Amministrazione

### Gemellaggi
- Fismes